# Третий Эфесский собор
Третий Эфесский собор — собор, который состоялся в городе Эфесе в 475 году. На нём председательствовал патриарх Александрийский Тимофей II Элур, а также присутствовали Пётр Кнафей, тогдашний патриарх Антиохии, и Павел, экзарх Эфеса. Собор ратифицировал недавний «Энкиклион» императора Василиска, подписанный 500—700 епископами по всей империи, который осуждал Халкидонский собор и Томос папы Льва. Таким образом, этот собор представляет собой одно из самых значительных соборных осуждений Халкидона для миафизитов. Присутствующие на Третьем Эфесском соборе предали анафеме все учения, компрометирующие человечество Христа[уточнить]. Собор восстановил полную автономию Эфесского экзархата, которая была в Халкидоне передана Константинопольскому патриарху.

## Постановления собора
Епископы провинции Малая Азия собрались в Эфесе и направили императору следующее заявление:
Но теперь, когда свет истинной веры забрезжил над нами и темное облако заблуждения было отброшено от нас, мы заявляем в этой декларации о нашей истинной вере перед вашим величеством и всем миром. И мы заявляем, что свободно и с добровольного согласия с помощью Иоанна Евангелиста, как нашего учителя, мы подписали Энкиклион; и мы согласны с ней и со всем, что в ней содержится без принуждения или страха или благосклонности человека. И если в будущем нас постигнет насилие со стороны людей, мы готовы презреть огонь и меч, изгнание и порчу нашего имущества и относиться с презрением ко всем телесным страданиям, лишь бы мы могли придерживаться истинной веры. Мы анафематствовали и анафематствуем Томос Льва и Халкидонские постановления, которые были причиной большого пролития крови, смятения, беспорядков, бед, раздоров и распрей во всем мире. Ибо мы удовлетворены учением и верой Апостолов и святых Отцов, трехсот восемнадцати епископов, к которым также присоединился прославленный Собор ста пятидесяти в Царском Граде и два других святых Собора Эфесе, и которые они подтвердили. И мы вместе с ними анафематствуем Нестория и всех, кто не исповедует, что Единородный Сын Божий воплотился от Святого Духа и Девы Марии; Он стал совершенным человеком, оставаясь при этом неизменным и тем же совершенным Богом; и что Он не был воплощен с небес в подобии или фантазии. И мы далее анафематствуем все другие ереси.
Необходимо отметить, что епископы Малой Азии заявляют, что они согласились и подписали Энкиклион без принуждения и без политических соображений. Они даже заявляют, что если в будущем им будет угрожать насилие или изгнание, они готовы презреть эти преследования ради истинной веры, которую пропагандирует Энкиклион. Епископы, собравшиеся в Эфесе, также придают авторитет Второму Собору в Эфесе 449 года при папе Диоскоре. Этот Второй Собор и Энкиклион Василиска понимаются как анафематствование Нестория и отвержение евтихианства. Епископы согласны с императором Василиском и прямо анафематствуют Томос Льва и Халкидонские постановления.
Захария упоминает, что епископы других регионов писали подобные письма, некоторые даже считали в почетном смысле императора Василиска 319-м епископом среди никейских отцов. Цель Энкиклиона, святого Тимофея, повлиявшего на императора, и епископов, подписавших его, похоже, состояла в том, чтобы обеспечить осуждение несторианства и евтихианства, в то время как халкидонское христологическое урегулирование было возвращено к тому, что было сделано на Втором Эфесском соборе в 449 году. Говорить о Христе «в двух естествах» было уже неприемлемо, и снова терминология святого Кирилла «из двух естеств» должна была получить исключительное право. Энкиклион и согласившиеся с ним епископы тщательно следили за тем, чтобы исповедовалось учение о реальном воплощении Христа, как совершенного Бога и совершенного человека без изменений.